# Банц
Опатија Банц (German: Kloster Banz), или дворац Банц (German: Schloss Banz), је некадашњи Бенедиктински монашки самостан, односно опатија, која се данас налази у склопу града Бад Штафелштајна северно од Бамберга у Баварској, јужној Немачкој.

## Историја

### Опатија
Самостан је основан 1070. године од стране немачке велможе Албераде од Швајнфурта и њеног супруга Хермана од Хабзбург-Кастла. Све до 1803. године био је најстарији манастир на горњој Мајни.
У позном средњем веку и све до 1575. године манастир је за монахе примао искључиво племство.
Након Тридесетогодишњег рата почело се са обновом 600 година старог манастира. Са радовима се почело 1698. године. Црква, изграђена у барокном стилу, освешћена је 1719. године. У другој половини 18. века Банц је био на одличном гласу широм Светог римског царства. Био је познат као место за католичко просветљење и едукацију монаха. Ово га ипак није спасло од секуларизације и распада 1803. године.

### Након секуларизације
1813. године војвода Вилхелм Баварски купује објекат и просторе на којима почива Банц и од тада имање постаје познато као замак Банц (Schloss Banz). Нешто пре Хитлеровог доласка на власт, 1933. године војвода Лудвик Вилхелм Баварски продаје замак Банц Удружењу Светих Анђела, удружењу које служи за негу и очување духовног континуитета хришћанских традиција код Немаца. Данас се ту налазе разне археолошке занимљивости и реквизити, као на пример Египатске мумије. Данас је објекат имовина Ханс Сејдел Фондације. Имање некадашњег манастира, укључујући и густе шуме око објекта, налазе се под контролом Софије Лихтенштајнске.

## Фото галерија
- Банц - Kloster Banz